# Matthias Bertsch
Matthias Bertsch, nemški muzikolog, glasbenik in profesor, * 1966, Lichtenau, Nemčija.
Zaposlen je kot profesor na Univerzi za glasbo in uprizoritvene umetnosti Dunaj. Trenutno je predsednik Avstrijskega združenja za glasbo in medicino (Austrian Society for Music and Medicine - Musicians Health Care).

## Življenje
Odraščal je v Lichtenau (Nemčija) v bližini meje z Alzacijo. Leta 1988 je odšel na Dunaj na študij muzikologije (Visoka šola za glasbo in uprizoritvene umetnosti Dunaj). Za podiplomski študij si je izbral proučevanje trobente z vidika glasbene akustike in fiziologije. Od leta 2003 je profesor na Univerzi za glasbo in upodabljajoče umetnosti Dunaj. Leta 2008 je opravil tečaj za biofeedback inštruktorja ter se priključil skupini za raziskave zdravja glasbenikov. 

## Muzikologija in znanstvene raziskave
Njegove interdisciplinarne znanstvene raziskave so usmerjene v empirične in kvantitativne metode na področjih psihologije, akustike, organologije, psihoakustike, fiziologije in kognitivnih znanosti. Je avtor več knjig in člankov na tiskanih in spletnih medijih ter sodeluje v znanstvenih TV oddajah v Avstriji (ORF) in Nemčiji.
Matthias Bertsch je član:  Acoustical Society of America (ASA), International Trumpet Guild (ITG),[8] Austrian Society for Music and Medicine (ÖGfMM); German Association for Music Physiology and Musicians' Medicine (DGfMM), Member of the International Liaison Committee for Performing Arts Medicine, Performing Arts Medicine Association (PAMA); German Society for Music Psychology (DGM); Society of Interdisciplinary Musicology (CIM); Austrian Society for Musicology (DGfMW); Various academic Committees at the University of Music and Performing Arts Vienna.

## Umetniška aktivnost
Poleg akademske kariere igra trobento od sedmega leta. Izpopolnjeval se je pri zasebnih učiteljih Györky Ottlakan in Manfred Stoppacher ter se udeležil seminarjev pri trobentačih Fred Mills in Thomas Gansch. Kot trobentač je nastopal s filharmoničnim orkestrom, z big bandi in s trobilnim kvintetom.